# Genrich Ljuškov
Genrich Samojlovič Ljuškov (Ге́нрих Само́йлович Люшко́в; 1900 – 19. srpna 1945) byl důstojníkem sovětské tajné policie a jejím nejvýše postaveným přeběhlíkem. Jako důstojník NKVD byl spolupachatelem Stalinovy Velké čistky. Když měl v roce 1938 podezření, že se brzy sám stane obětí čistky, uprchl k Japoncům. Poté působil jako hlavní zdroj zpravodajských informací o Sovětském svazu pro Japonsko. Na konci druhé světové války ho Japonci zabili, aby předešli nebezpečí, že padne zpět do sovětských rukou.

## Mládí
Ljuškov se narodil v Oděse v Ruské říši v roce 1900. Jeho židovský otec byl krejčí a podporoval vzdělání svých dětí. Genrich Ljuškov své vzdělávání zahájil v roce 1908 ve státní šestileté škole, kde pokračoval až do roku 1915. Ještě škole byl ovlivněn svým bratrem (členem bolševického podzemí), aby se připojil k bolševické straně a účastnil se ruské revoluce o několik let později.
V dubnu 1919 absolvoval politickou přípravu pro Ukrajinskou lidovou republiku v Kyjevě. Tehdy vypukla ruská občanská válka a po promoci v září téhož roku byl Ljuškov přidělen k bolševické 14. armádě jako politruk. Zde zažil boje proti Polákům a bělogvardějcům vedeným Antonem Děnikinem. To již byl zkušeným politickým komisařem a obdržel Řád rudého praporu.

## Tajná policie
V listopadu 1920 se připojil k tajné policii Čeka v Oděse, která byla známá svou nemilosrdností. Působil také v Moskvě a na Ukrajině. Když byla Čeka rozpuštěna a reformována na GPU (Государственное политическое управление НКВД РСФСР nebo „Státní politické ředitelství“), Ljuškov dále povýšil. Kolem roku 1930 vykonával průmyslovou špionáž v Německu, kde sledoval činnost v letecké společnosti Junkers, čímž získal přízeň Josifa Stalina. Tento úspěch vedl k jeho další práci v SSSR, nyní jako člen NKVD (Народный комиссариат внутренних дел neboli „Lidový komisariát pro vnitřní záležitosti“). Rychle byl převeden do vedoucích pozic, jako je velitel NKVD v regionu Azovského a Černého moře, a byl mu udělen Leninův řád „za příkladné plnění úkolů strany a vlády“. Stal se také poslancem Nejvyššího sovětu a členem Ústředního výboru.
V dobách moskevských procesů vedl výslechy Zinovjeva a Kameněva a získal pověst „arogantního, svévolného a sadistického šikanisty“. 31. července 1937 obdržel své poslední místo jako šéf NKVD na ruském Dálném východě, kde velel asi „20 000 – 30 000 elitních vojáků NKVD“.
Na tomto místě dostával podle pozdějšího rozhovoru s japonskými vojenskými funkcionáři osobní rozkazy, aby pomáhal při odstraňování konkrétních úředníků v rámci velké čistky: byli to Vsevolod Balickij (bývalý šéf NKVD na Dálném východě), kterého nahradil Ljuškov), Vasilij Bljucher (maršál Sovětského svazu) a A. I. Lapin (velitel letectva Dálného východu). Balickij, Bljucher i Lapin se stali oběťmi čistky. Balického zatčení a poprava se zakládaly na důkazech shromážděných Ljuškovem. Bljucherovo zatčení a smrt byly odůvodněny vinou, která mu byla připsána za Ljuškovovu zradu. Lapin spáchal sebevraždu ve vězení.
Na výzvu svých japonských vyšetřovatelů podal Ljuškov jedno z prvních vysvětlení okolností velké čistky, přičemž argumentoval tím, že jen vyhověl Stalinovi a že neměl na výběr než plnit své rozkazy. Hned po příjezdu do Chabarovsku Ljuškov viděl, že Balickij byl zatčen a poslán do Moskvy k soudu a popravě.
Ljuškovo na svém postu však setrval jen krátce. Když se čistka blížila ke svému vrcholu a šéf NKVD Nikolaj Ježov postupně ztrácel moc, dostal Ljuškov předvolání, aby se vrátil do Moskvy. Měl však silné podezření, že to bude znamenat jeho vlastní zatčení a popravu, protože jeho dva bezprostřední předchůdci ve funkci Těrentij Děribas i Balickij byli zlikvidováni. Balickij byl usvědčen na základě informací od samotného Ljuškova, kterého považoval za svého přítele.
Tehdy měl Ljuškov hodnost „komisaře státní bezpečnosti třetího stupně“ (комиссар госбезопасности 3-го ранга), přibližný ekvivalent generálmajora v japonské císařské armádě.

## Přeběhnutí
V rámci přípravy na zběhnutí Ljuškov zařídil, aby jeho židovská manželka Inna opustila zemi s jejich jedenáctiletou dcerou. Záminkou bylo, že dcera má být léčena v Polsku. Plánovali, že Inna vloží do telegramu tajné kódové slovo, které bude Ljuškovovi signalizovat, že může bezpečně opustit Sovětský svaz.
Z neznámých důvodů však byly Inna a její dcera zajaty. Osud dcery zůstává neznámý a Inna byla držena ve vězení Lubjanka, na konci roku 1938 mučena, aby podala informace, a nakonec popravena. Ostatní členové Ljuškovovy rodiny byli zatčeni a uvězněni v sibiřských gulazích. Zatímco jeho matka i bratr byli zabiti, jeho sestra vězení přežila.
13. června 1938 Ljuškov uprchl ze Sovětského svazu překročením hranice do Mandžukua s cennými tajnými dokumenty o sovětské vojenské síle v regionu, která byla mnohem větší, než si Japonci mysleli. Byl to nejvyšší úředník sovětské tajné policie, který kdy dezertoval; také měl největší znalosti o čistkách Rudé armády, protože se sám podílel na jejich provádění.
Jeho zrada byla zpočátku Japonci považována za státní tajemství. Zveřejnění případu však byla přisouzena vysoká propagandistická hodnota, takže bylo rozhodnuto o uvolnění zprávy světu. V hotelu v Tokiu byla uspořádána tisková konference dne 13. července, měsíc poté, co Ljuškov utekl. „Kategoricky popřel moskevské tvrzení, že se jen vydává za důstojníka tajné policie,“ ale některé tiskové agentury, jako například New York Times, si nebyly jisté, zda říká pravdu.
Během následujících rozhovorů a vztahů s japonským vojenským personálem zaujal Ljuškov protistalinistické postoje. Nicméně jeho politické názory zůstaly podle vzpomínek některých japonských zpravodajských důstojníků socialistické a Ljuškov sám sebe označil za trockistu, ale někteří japonští úředníci mysleli, že se později stal liberálním komunistou. Ačkoli byl Ljuškov proti stalinismu, odporoval myšlence vytvoření nového režimu v Rusku vedeného ruskými emigranty. Byl však ochoten emigranty zahrnout do navrhovaného plánu atentátu na Stalina.
Odbojová skupina ruských emigrantů by podle tohoto plánu přešla turecko-sovětskou hranici v době, kdy by Stalin cestoval na jih do letoviska v Soči, které předtím navštívil, aby si zaplaval v řece Macesta. Ljuškovova důvěrná znalost postupů NKVD a detailů způsobu, jakým bude organizováno střežení Stalina, povzbudila Japonce, aby tento plán podpořili. Skupinu ruských emigrantů však infiltroval sovětský agent a zmařil plán, který je považován za jediný vážný pokus o atentát na Stalina.
Ljuškov byl schopen podrobně popsat sílu Rudé armády na Dálném východě, na Sibiři a na Ukrajině a současně poskytnout sovětské vojenské rádiové kódy. Byl Japonci považován za vysoce inteligentního a jim oddaného a produkoval velké množství psaného materiálu, ale existovala určitá nejistota ohledně jeho schopnosti poskytovat užitečné informace o vojenských operacích.
Když strávil v Japonsku více času, jeho tvrdá práce zapůsobila na japonské důstojníky zpravodajské služby, k nimiž byl přidělen. Zaměstnanci císařské japonské armády však měli obavy ohledně jeho psychického stavu, zejména pokud jde o situaci jeho manželky a dcery, o kterých od útěku neměl žádné zprávy. Po neúspěšném hledání jeho rodiny japonskými zpravodajskými agenty byl přijat plán Ljuškova uklidnit a „zdomácnět“: měla mu být dohozena jiná žena, aby ho odvedla od otázky postavení jeho rodiny a aby ho udržela zakořeněného v Japonsku. Nakonec byla nalezena vhodná partnerka poté, co Ljuškov odmítl několik žen z okruhu bílé emigrace.
V určitém okamžiku Ljuškov začal plánovat cestu do Spojených států a kontaktoval amerického vydavatele ohledně možné autobiografie, kterou chtěl napsat. Měl obavy, že mu může být zabráněno odejít z Japonska, a šel tak daleko, že si vyjednal písemnou záruku bezpečnosti.

## Zmizení a smrt
Po kapitulaci Německa byl Ljuškov 20. července 1945 poslán pracovat pro japonské zpravodajské úřady Kuantungské armády v loutkovém státě Mandžukuo. 9. srpna 1945 začala sovětská invaze do Mandžuska a Ljuškov v bojové vřavě zmizel. Jeho osud byl dlouho neznámý. Byl údajně naposledy viděn v davu na vlakovém nádraží v Ta-lienu. Některé teorie tvrdily, že byl zajat Rudou armádou nebo že byl zabit na příkaz některého japonského zpravodajského důstojníka.
V roce 1979 Jutaka Takeoka, který byl na konci války mladým zpravodajským důstojníkem a Ljuškova měl na starosti, veřejně přiznal, že Ljuškova zabil večer 19. srpna 1945. S blížícími se sovětskými silami za zády byl Takeoka zpočátku spokojen s tím, že se Ljuškov chce pokusit utéct. Jeho nadřízený, generál Genzo Janagita, mu však řekl, že je to nepřijatelné, protože Ljuškov by mohl Sovětskému svazu předat japonská vojenská tajemství, až bude nejspíš zajat. Takeoka se setkal s Ljuškovem v jeho hotelovém pokoji v Ta-lienu a pokusil se ho přesvědčit, aby spáchal sebevraždu; když Ljuškov odmítl a potvrdil svůj záměr pokusit se o útěk, Takeoka ho zastřelil. Ljuškov byl zpopelněn a jeho popel byl pohřben v chrámu pro neznámé mrtvé.